# クロンシュタットの反乱

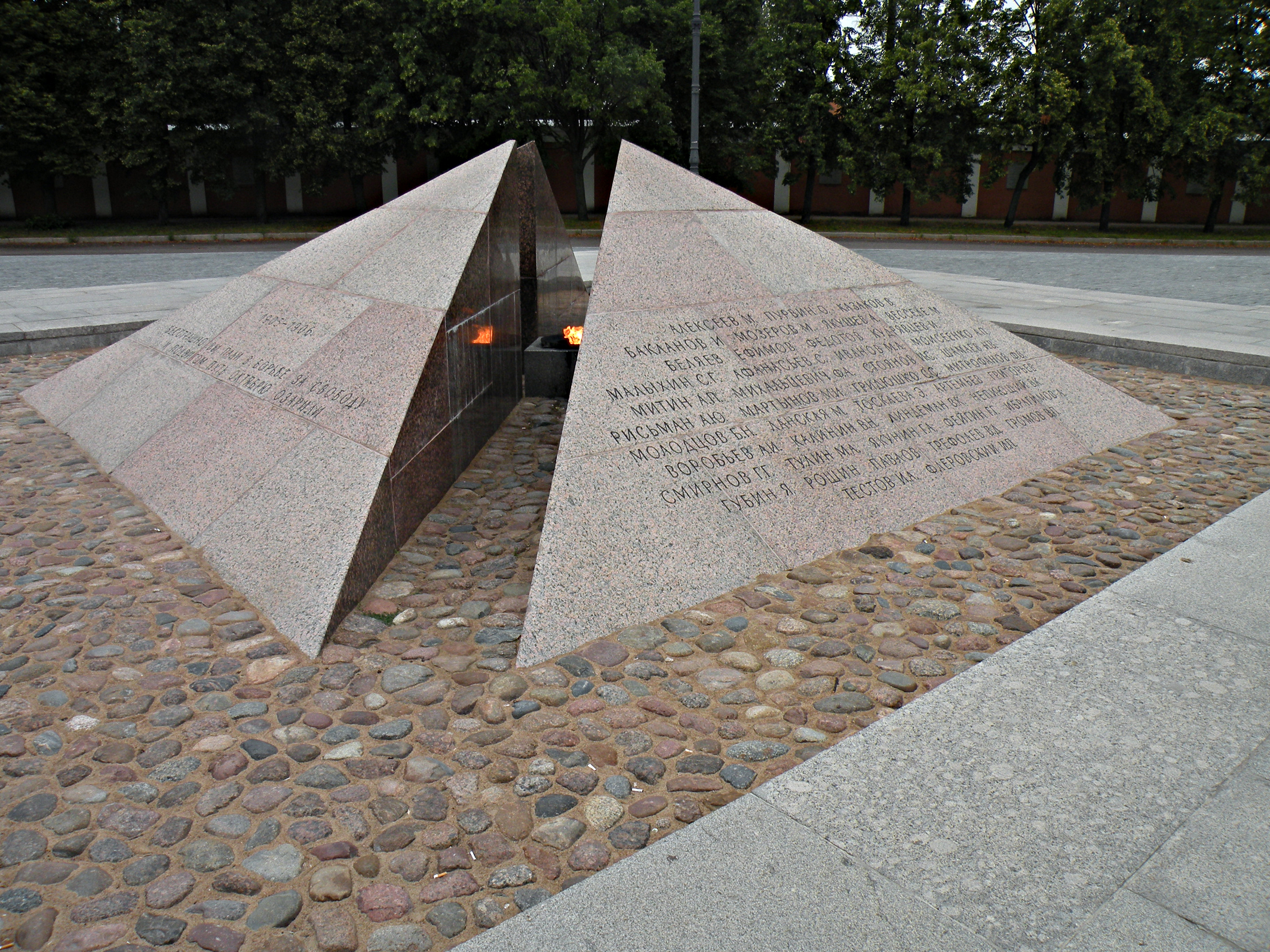
クロンシュタットの反乱の犠牲者たちを追悼する碑

クロンシュタットの反乱（クロンシュタットのはんらん、ロシア語：Кронштадтское восстание）とは、1921年2月28日から3月16日に赤軍に鎮圧されるまでペトログラード西方の軍港都市クロンシュタットで起きた水兵たちによる反政府蜂起。

## 背景
バルト海艦隊の拠点であるクロンシュタットの水兵たちは、当初はボリシェヴィキがロシア革命を進める上での重要な支持者であった。クロンシュタットの水兵たちは革命時に冬宮を砲撃したアヴローラ号の乗組員で、革命の英雄であり、ロシア内戦では赤衛兵となり、レーニンも水兵を頼りにしていた。しかし、水兵たちは、ボリシェヴィキの独裁や、言論弾圧、過剰な赤色テロルに対して疑念をいだくようになった。
レーニンが1920年春の第9回党大会で、指導と決定のプロセスにおいて労働者を排除する権威的構造が生産には必要だとし、生産における単一の指揮系統、下部からの選挙でなく上からの指名によるプロセスの導入を主張した。これに対して中央委員会のアレクサンドル・シリャープニコフ、冶金組合長で労働者のユーリ・ルトーヴィノフが反対し、組合による生産管理を提唱し、また、党の官僚化を批判するとともに、労働者とは無縁のものを組織から排除し、責任あるポストについて選挙での選出を主張した。さらにオシンスキー、サプローノフ、スミルノフらも急速な官僚主義と集中主義を告発し、レーニンとトロツキーを批判した。
こうした党のなかの議論を背景に、労働者たちはボリシェヴィキの政策を批判する集会を開いていった。1920年から1921年にかけての冬、労働者はボリシェヴィキの政策や企業を支配している「独裁」、物資不足に抗議して集会を開いていった。
クロンシュタットにはエスエルのチェルノフが来ており、水兵たちは憲法制定会議の開催を要求してもいた。

## 経緯

### トゥルーボチヌイ・ザヴォート工場の騒擾
1921年2月23日のトゥルーボチヌイ・ザヴォート工場での集会では、食料配給の増加と靴と服の配給をもとめた。翌24日、同工場で労働者は、労働組合議会議長アンツェローヴィチを殺害後、他の工場にいき、連帯をすすめた。この騒擾に対してクロンシュタットの水兵は連帯を表明した。

### 2月28日
1921年2月28日、独裁化するボリシェヴィキ政権に対し、クロンシュタット水兵の革命コミューンは、臨時軍事委員会によるペトログラードソビエトの解任と新たなソビエトの選出、新しい議会への自由選挙、党から独立した自由労働組合、新聞・出版の自由、農民が自分の収穫物の処分をする自由、、農村での徴発部隊の廃止、家宅捜索の禁止、職業の自由、赤色テロルを実行していたチェーカーの廃止などの民主的改革を決議した。

### 2月29日
翌2月29日、16000人の水兵がクロンシュタットの兵舎街の中心部でデモ集会を開き、決議がよみあげられた。
戦艦ペトロパブロフスクの船上で開かれた乗組員集会において、言論・集会の自由や、農業や家内工業における統制の解除、すべての政治犯の釈放、すべての勤労人民の配給量の平等化などを要求する15項目の決議を採択した。
水兵の小グループが印刷工場で新聞「クロンシュタット報知」を発行した。彼らは武装蜂起を計画したわけではなかったが、レーニンはこれを脅威とみて、引き下がるか殲滅かだと迫ったが、新聞を発行し続けた。

## ボリシェヴィキによる鎮圧
レーニンは、クロンシュタットの反乱の背後に「袋をかついだ男」すなわちクラーク（富農）がいるとみなした。レーニンはトロツキーに「これは反乱であり、彼らに慈悲をかけてはならない。殲滅しなければならない。」と命じた。武力による鎮圧は満場一致で採択された。モスクワ政府は赤軍部隊を派遣する。
ボリシェヴィキは鎮圧を正当化するためにクロンシュタットの反乱を「農民的プチブル無政府主義運動」と規定した。労働者階級は動転し、鉄道員は兵員の輸送に反対し、鎮圧軍兵士たちに民主主義陣営に加わるようよびかけたが、権力には敵わなかった。
首都ではチェーカーの民兵がデモ参加者や活動家を逮捕していった。

### 最後通告
3月4日、トロツキーはトゥハチェフスキー麾下の赤軍2万とともに到着した。翌3月5日、無条件降伏を最後通告。21歳の水兵の指導者ステパン・ペトリチェンコは「われわれはボリシェヴィキを権力の座につけた。そのことを忘れたのか」と訴えた。

### 攻撃
2日後の3月7日、沿岸の砲台が海軍基地を攻撃した。
3月8から18日にかけて、トゥハチェフスキーの指揮の下で部隊が反乱を鎮圧していった。航空部隊と砲兵隊も支援した。
赤軍の兵士が反乱軍に同情して攻撃命令を拒否すると鎮圧軍は従わない兵士を形だけの裁判で銃殺。さらに、チェーカーが兵士の傍に付き添い戦闘中に逃亡した兵士は射殺する命令を出した（督戦隊）。

### 鎮圧
激しい攻防のあと、3月16日の最後の戦闘を生き延びた水兵はほぼ全員即刻処刑された。
赤軍は2度にわたる総攻撃で反乱を鎮圧した。当時、軍事人民委員・最高軍事会議（9月以降は共和国革命軍事会議）議長だったトロツキーは「クロンシュタットは鉄の箒（ほうき）で一掃した」と発表した。
赤軍は敗者を虐殺し、指導者を裁判にかけずに殺害し、チェカーは生き残りを裁判にかけて処刑するか強制収容所へ送った。
第10回大会の翌日、レーニンとジェルジンスキーはクロンシュタットの生き残りをウフタの犯罪者収容所へ送り、ホルモゴールイに犯罪者収容所の建設を決定した。

## 犠牲者
死者は両陣営で千人単位になり、赤軍は1万ちかい死傷者・行方不明者をだした。
反乱側の死傷者の正確な数は不明である。歴史学者ステファヌ・クルトワとニコラ・ヴェルトによれば、鎮圧後2103人が死刑の判決を受け、6459人が投獄された。

### 反乱軍兵士の亡命
8000人の反乱軍兵士がフィンランドに亡命した。しかし、逃亡中、凍結した湖で数千人が死んだ。ペトリチェンコら100人はフィンランドに逃亡した。その後帰国した兵士は抑圧を受けた。

## 評価と影響
クロンシュタットの反乱は、労働者階級までが革命政府の政策に反対を表明したということであり、ボリシェヴィキ革命の最良の擁護者による政権拒否だった。それはまた農村の反抗ともつながっていた。
十月革命の拠点で起きたこの事件の影響は大きく、ネップ（新経済政策）への政策変更を早めたとされる。

## 名誉回復
ソ連崩壊後の1994年1月10日、ボリス・エリツィン大統領の布告により、犠牲となった、クロンシュタットの反乱の参加者は名誉回復された。